# Forgalmi költség eljárás
A forgalmi költség eljárás a számvitel egyik módszere az eredménykimutatás összeállítására. Az üzleti évben elszámolt értékesítés nettó árbevételének és az értékesítés közvetlen költségei, az értékesítés közvetett költségei különbözetének, valamint az egyéb bevételek és az egyéb ráfordítások különbözetének összevont értékeként vezeti le az eredményt. A magyarországi számviteli törvény szerint az egyik választható felépítése a következő:
1. I.     Értékesítés nettó árbevétele
2. II.    Értékesítés közvetlen költsége
3. III.   Értékesítés bruttó eredménye
4. IV.    Értékesítés közvetett költsége
5. V.     Egyéb bevétel
6. VI.    Egyéb ráfordítás
7. A.  Üzemi, üzleti tevékenység eredménye (Innentől ezek a pontok már megegyeznek az összköltség eljáráséval.)
8. VIII.  Pénzügyi műveletek bevétele
9. IX.    Pénzügyi műveletek ráfordítása
10. B. Pénzügyi műveletek eredménye
11. C. Szokásos vállalkozási eredmény
12. X.     Rendkívüli ráfordítás
13. D. Rendkívüli eredmény
14. E. Adózás előtti eredmény
15. XII.   Adófizetési kötelezettség
16. F. Adózott eredmény

## Változások 2016. január 1-jétől
Az eredménykimutatás rendszere 2016. január 1-től lényegesen megváltozott. Többek között kikerülnek a rendkívüli tételek, és az osztalékkal kapcsolatos sorok is.  A 2015-ös beszámolóban még a korábbi formát kell alkalmazni.